# Bordages à clin
Pour les articles homonymes, voir Clin.
Sur les bateaux de bois, on dit que les bordages sont disposés à clin lorsqu'ils se recouvrent comme les ardoises d'un toit. On parle de border à clin et d'embarcation à clin ou à clins,.

## Origine du terme

Différence entre le bordage à clin (clinker-built en anglais), où les planches de bord se superposent, et le bordage à franc-bord (carvel-built en anglais), où les planches de bord sont juxtaposées.

Bien que la technologie soit connue dans la construction navale des côtes françaises de la Manche depuis la fin de l'âge des Vikings au moins, le terme pour la désigner n'est pas attesté avant le XIVe siècle, et encore non pas sous la forme clin, mais dans des dérivés. On ignore donc si cette dénomination est ancienne ou non, et si un autre terme a pu être utilisé antérieurement.
L'orthographe actuelle du mot clin est influencée par le déverbal de cliner, terme signifiant « incliner », issu du latin clinare, que certains dictionnaires,donnent également pour étymon du mot clin. Cependant, Le compte du clos des galées de Rouen au XIVe siècle mentionne des outils spécialement associés à la construction à clin, comme des pièces de fer appelées desclinques et des platines de fer pour desclinques, qui pourraient être des sortes de ciseaux destinés à sectionner la tête des rivets métalliques assemblant les bordages pour permettre leur démontage. On trouve également : y fault une neusve quille, et ycelle reclinquier, relier, requevillier, calefestrer, braier et roisnier.
Plus tard, en 1515-1522, le terme clin est mentionné dans la locution vesseaulx à clinc (Ant. de Conflans, Les faits de la marine et navigaiges).
Les dérivés en [k] et la graphie avec -c final, font douter de l'origine latine du terme, d'autant plus que la technique est d'origine germanique. Les Saxons, les Frisons ou encore les Jutes l'auraient inventée bien avant l'ère viking. Le mot pourrait être issu du bas-allemand ou du néerlandais klinken : river, boulonner et klinkwerk : bordage à clin. L'anglais clinker procède en partie du néerlandais sur la base de l'anglais clinch.
Dérivés et apparentés : déglinguer, clenche, déclencher, enclencher.
Noms de bateaux : clinque ou clinquart (clincart), bateaux utilisés à Étretat, Dieppe, etc., pour la pêche aux harengs, jusqu'au milieu du XIXe siècle environ.

## Origine de la technique

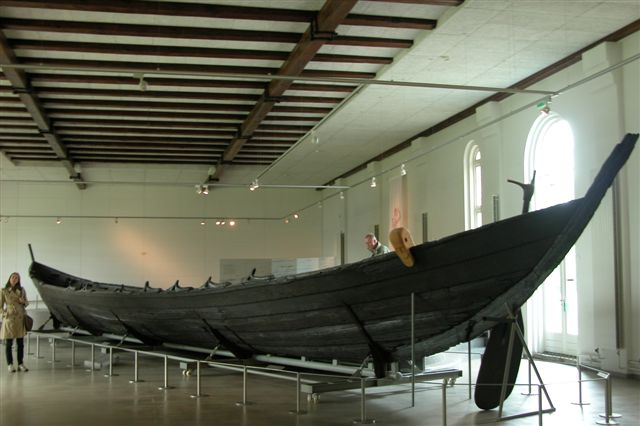
Le navire de Nydam tel qu'exposé au château de Gottorf.

Au Danemark, dans les marais de Nydam Mose fut mise au jour en 1863 une grande barque à clin. Ce navire, exposé au château de Gottorf en Allemagne, a été daté en utilisant la dendrochronologie de 310-320 apr. J.-C. Il s'agit du plus vieil exemple de ce type de construction actuellement connu. 
Il est construit entièrement en bois de chêne, les bordés se recouvrent et sont maintenus par des rivets de fer. La propulsion semble avoir été à rame.
Conçu à l'origine pour la navigation d'île en île (Frise, Danemark), un navire de trente rameurs comme celui de Nydam a pu partir à la conquête de la Grande-Bretagne. En effet, c'est sans doute sur des bateaux de ce type que les héros semi-légendaires Hengist et Horsa ont abordé sur ses côtes.
Il est probable que les pirates saxons et frisons, dont les chroniques romaines et franques renvoient l'écho apeuré, utilisaient des embarcations analogues.

## Exemples de bateaux à clins
- Bateau viking
- Caïque de Haute-Normandie
- Flobart
- Picoteux
- Houlque (bateau)

## Patrimoine culturel immatériel
« Les traditions nordiques des bateaux à clins », candidature commune des cinq pays nordiques, est inscrite sur la liste représentative du patrimoine culturel immatériel de l'humanité par l'UNESCO en décembre 2021.

## Illustrations

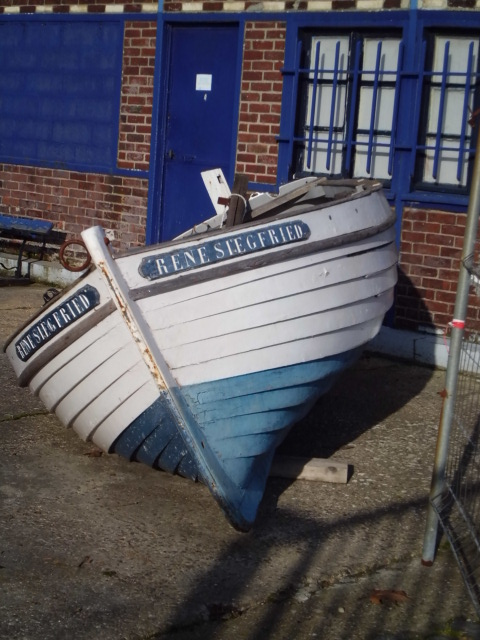
Barque à clins de la Basse-Seine (Rouen).
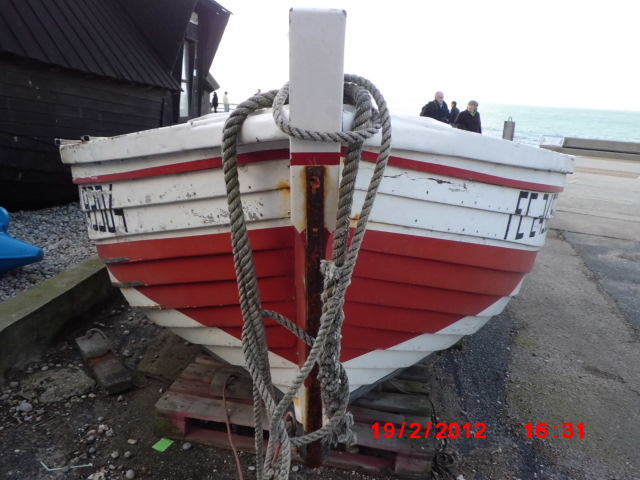
Barque montée à clins, Étretat (Seine-Maritime).
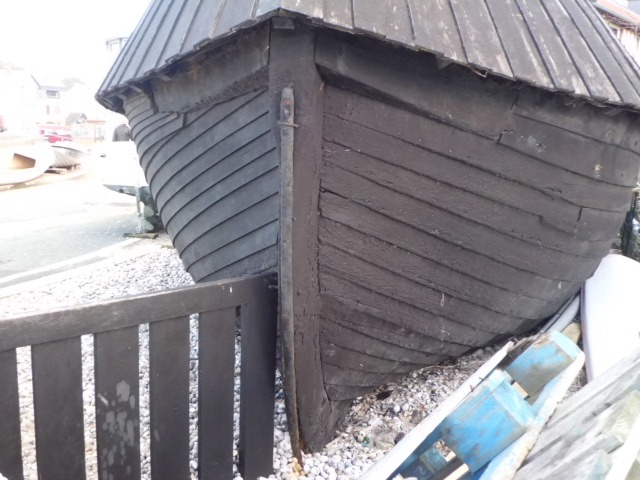
« Caïque » traditionnelle d'Étretat.
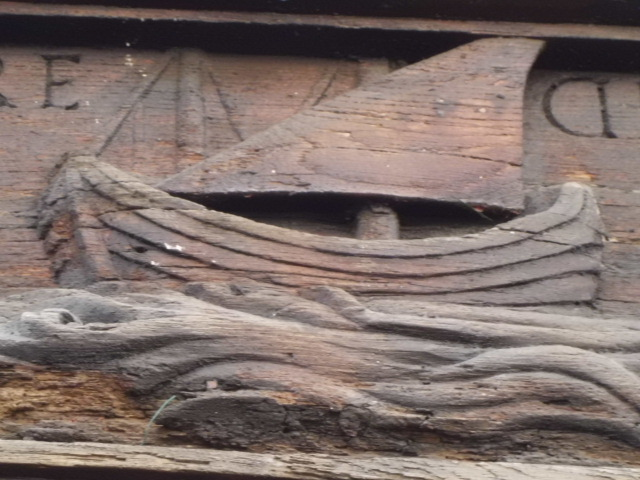
Sculpture de navire à clins des XVIe – XVIIe siècles (Rouen).